# Svenska mästerskapen i friidrott 2008
Svenska mästerskapen i friidrott 2008 var uppdelat i
- SM terräng den 3 till 4 maj i Växjö
- SM stafett den 24 till 25 maj på Slottsskogsvallen i Göteborg
- SM maraton den 31 maj i Stockholm
- SM lag den 2 juli på Slottsskogsvallen i Göteborg
- SM mångkamp den 19 och 20 juli på Finnvedsvallen i Värnamo
- Stora SM den 1  till 3 augusti på Arosvallen i Västerås
- SM halvmaraton den 6 september i Stockholm

Tävlingen var det 113:e svenska mästerskapet.

## Medaljörer, resultat

### Herrar
| Gren                     | Guld             | Guld                                                                         | Guld     | Silver               | Silver                                                                | Silver   | Brons               | Brons                                                                 | Brons    |
| 100 meter                | Stefan Tärnhuvud | Sundsvalls FI                                                                | 10,42    | Per Strandquist      | Malmö AI                                                              | 10,50    | Nil de Oliviera     | Turebergs FK                                                          | 10,65    |
| 200 meter                | Nil de Oliviera  | Turebergs FK                                                                 | 21,40    | Fredrik Johansson    | IF Göta                                                               | 21,85    | Alexander Nordkvist | Huddinge AIS                                                          | 21,87    |
| 400 meter                | Thomas Nikitin   | Spårvägens FK                                                                | 47,05    | Andreas Mokdasi      | Hässelby SK                                                           | 47,33    | Fredrik Johansson   | IF Göta                                                               | 47,48    |
| 800 meter                | Joni Jaako       | GoIF Tjalve                                                                  | 1:49,60  | Mattias Claesson     | Hässelby SK                                                           | 1:49,65  | Albin Johansson     | Hässelby SK                                                           | 1:50,92  |
| 1 500 meter              | Olle Walleräng   | Hammarby IF                                                                  | 3:46,96  | Johan Wallerstein    | Malmö AI                                                              | 3:47,71  | John Laselle        | Turebergs FK                                                          | 3:48,68  |
| 5 000 meter              | Erik Sjöqvist    | Enhörna IF                                                                   | 14:19,93 | Fredrik Uhrbom       | Spårvägens FK                                                         | 14:22,23 | Henrik Skoog        | Spårvägens FK                                                         | 14:25,86 |
| 10 000 meter             | Erik Sjöqvist    | Enhörna IF                                                                   | 29:09,65 | Oskar Käck           | IF Hagen                                                              | 29:15,47 | Kristian Algers     | Enhörna IF                                                            | 29:33,60 |
| Halvmaraton              | Henrik Skoog     | Spårvägens FK                                                                | 1:04:36  | Fredrik Uhrbom       | Spårvägens FK                                                         | 1:06:11  | Said Regragui       | Hässelby SK                                                           | 1:06:14  |
| Maraton                  | Said Regragui    | Hässelby SK                                                                  | 2:25:25  | Kristoffer Österlund | IFK Umeå                                                              | 2:26:29  | Kent Claesson       | Spårvägens FK                                                         | 2:27:44  |
| 4 km terräng             | Erik Sjöqvist    | Enhörna IF                                                                   | 11:40    | Henrik Skoog         | Spårvägens FK                                                         | 11:41    | Mustafa Mohammed    | Hälle IF                                                              | 11:46    |
| 12 km terräng            | Mustafa Mohammed | Hälle IF                                                                     | 37:37    | Henrik Skoog         | Spårvägens FK                                                         | 37:46    | Erik Sjöqvist       | Enhörna IF                                                            | 38:25    |
| 4 km terräng lagtävling  | Hälle IF         | Mustafa Mohammed, Joel Bodén, Emil Wingstedt                                 | 35:59    | Spårvägens FK        | Henrik Skoog, Fredrik Uhrbom, Alexander Söderberg                     | 36:12    | Hammarby IF         | Erik Emilsson, Olle Walleräng, Emil Lerdahl                           | 36:46    |
| 12 km terräng lagtävling | Hälle IF         | Mustafa Mohammed, Emil Wingstedt, Henrik Ahnström                            | 1:57:19  | Spårvägens FK        | Henrik Skoog, Fredrik Uhrbom, Kent Claesson                           | 1:57:58  | Hässelby SK         | Said Regragui, Rubin McRae, Henry Gross                               | 1:59:07  |
| 110 meter häck           | Robert Kronberg  | IF Kville                                                                    | 13,66    | Joakim Blaschke      | Spårvägens FK                                                         | 14,22    | Dennis Acson        | Örgryte IS                                                            | 14,32    |
| 400 meter häck           | Thomas Nikitin   | Spårvägens FK                                                                | 50,91    | Henrik Encke         | Hässelby SK                                                           | 51,80    | Mikael Jakobsson    | IF Göta                                                               | 51,89    |
| 3 000 meter hinder       | Mustafa Mohamed  | Hälle IF                                                                     | 8:31,02  | Per Jacobsen         | IF Göta                                                               | 8:44,15  | Fredrik Johansson   | IFK Växjö                                                             | 9:04,33  |
| 4 x 100 meter            | Malmö AI         | Daniel Persson, Per Strandquist, Jens Löfgren, Emil Zail                     | 40,70    | IF Göta              | Christian Sjöberg, Fredrik Johansson, Johan Engberg, Mikael Jakobsson | 40,83    | Spårvägens FK       | Joakim Blaschke, Fredriks Skoglund, Mattias Sunneborn, Thomas Nikitin | 41,50    |
| 4 x 400 meter            | Hässelby SK      | Andreas Mokdasi, Daniel Almgren, Niklas Larsson, Mattias Claesson            | 3:12,47  | IF Göta              | Johan Engberg, Mikael Jakobsson, Christian Sjöberg, Fredrik Johansson | 3:13,50  | Spårvägens FK       | Tom Gatsinzi, Karim Mohammadi, Mattias Sunneborn, Thomas Nikitin      | 3:17,46  |
| 4 x 800 meter            | Hässelby SK      | Andreas Mokdasi, Albin Johansson, Rachid Benjira, Mattias Claesson           | 7:32,68  | Hammarby IF          | Per Synnerman, Thobias Ekhamre, Johan Klinteskog, Erik Emilsson       | 7:34,74  | Spårvägens FK       | Filip Agaard, Karim Mohammadi, Sami Araya, Johann Jonasson Dahl       | 7:54,04  |
| 4 x 1 500 meter          | Malmö AI         | Jonas Leanderson (Glans), Robin Leandersson, Johan Wallerstein, Rizak Dirshe | 15:48,10 | Hammarby IF          | Per Synnerman, Johan Klinteskog, Erik Emilsson, Thobias Ekhamre       | 15:50,80 | Spårvägens FK       | Alexander Söderberg, Fredrik Uhrbom, Henrik Skoog, Filip Agaard       | 15:58,95 |
| Höjdhopp                 | Stefan Holm      | Kils AIK                                                                     | 2,32     | Linus Thörnblad      | Malmö AI                                                              | 2,30     | Mehdi Alkhatib      | SoIK Hellas                                                           | 2,14     |
| Stavhopp                 | Jesper Fritz     | Malmö AI                                                                     | 5,61     | Alhaji Jeng          | Örgryte IS                                                            | 5,51     | Deniz Mashid        | Örgryte IS                                                            | 5,10     |
| Längdhopp                | Michel Tornéus   | IFK Tumba                                                                    | 7,77     | Daniel Arnsten       | Trångsvikens                                                          | 7,64     | Mattias Sunneborn   | Spårvägens FK                                                         | 7,49     |
| Tresteg                  | Martin Eriksson  | Örgryte IS                                                                   | 15,90    | Andreas Otterling    | KFUM Örebro                                                           | 15,62    | Erik Eriksson       | SoIK Hellas                                                           | 15,58    |
| Kula                     | Magnus Lohse     | Mölndals AIK                                                                 | 18,25    | Niklas Arrhenius     | Spårvägens FK                                                         | 17,98    | Robert Melin        | Bottnaryds IF                                                         | 16,96    |
| Diskus                   | Leif Arrhenius   | Spårvägens FK                                                                | 58,77    | Per Rosell           | Ullevi FK                                                             | 57,79    | Axel Härstedt       | Malmö AI                                                              | 54,49    |
| Slägga                   | Mattias Jons     | Hässelby SK                                                                  | 72,63    | Stellan Kjellander   | Malmö AI                                                              | 64,32    | Stefan Kvist        | Alvesta FI                                                            | 63,94    |
| Spjut                    | Magnus Arvidsson | KA 2 IF                                                                      | 80,80    | Daniel Ragnvaldsson  | IFK Strömsund                                                         | 78,11    | Jonas Lohse         | Mölndals AIK                                                          | 77,82    |
| Tiokamp                  | Björn Barrefors  | Hammarby IF                                                                  | 7 364    | Daniel Almgren       | Hässelby SK                                                           | 7 144    | Samuel Lindén       | Falu IK                                                               | 7 021    |
| Lagtävling               | Hässelby SK      | -                                                                            | 80       | Spårvägens FK        | -                                                                     | 74       | Ullevi FK           | -                                                                     | 67       |

### Damer
| Gren                    | Guld                       | Guld                                                                   | Guld     | Silver              | Silver                                                             | Silver   | Brons                  | Brons                                                              | Brons    |
| 100 meter               | Emma Rienas                | IF Göta                                                                | 11,70    | Lena Berntsson      | Ullevi FK                                                          | 11,72    | Caroline Lundahl       | KA 2 IF                                                            | 11,82    |
| 200 meter               | Maria Gustafsson           | Råby-Rekarne FIF                                                       | 24,23    | Jessica Samuelsson  | Hässelby SK                                                        | 24,34    | Malin Ström            | Bollnäs FIK                                                        | 24,39    |
| 400 meter               | Helene Nordquist (Bourdin) | Täby IS                                                                | 54,58    | Josefin Magnusson   | Malmö AI                                                           | 54,97    | Ulrika Johansson       | IFK Växjö                                                          | 55,37    |
| 800 meter               | Johanna Hallberg           | Hässelby SK                                                            | 2:07,11  | Sofia Öberg         | IFK Lidingö                                                        | 2:07,54  | Vendela Mindelöf       | Hässelby SK                                                        | 2:08,92  |
| 1 500 meter             | Ulrika Johansson (Flodin)  | Rånäs 4H                                                               | 4:19,23  | Charlotte Schönbeck | IFK Lidingö                                                        | 4:20,73  | Nathalie Rohlén        | IFK Lidingö                                                        | 4:30,07  |
| 5 000 meter             | Lisa Blommé                | Hässelby SK                                                            | 16:25,07 | Hanna Karlsson      | Malmö AI                                                           | 16:32,71 | Lilian Magnusson       | Spårvägens FK                                                      | 16:36,92 |
| 10 000 meter            | Isabellah Andersson        | Hässelby SK                                                            | 34:45,46 | Lilian Magnusson    | Spårvägens FK                                                      | 34:51,61 | Anneli Fransson        | Rånäs 4H                                                           | 34:57,24 |
| Halvmaraton             | Anna Rahm                  | Rånäs 4H                                                               | 1:13:51  | Lena Eliasson       | Hässelby SK                                                        | 1:15:48  | Lena Gavelin           | Trångsvikens IF                                                    | 1:16:18  |
| Maraton                 | Isabellah Andersson        | Hässelby SK                                                            | 2:34:14  | Lena Gavelin        | Trångsvikens IF                                                    | 2:40:43  | Lilian Magnusson       | Spårvägens FK                                                      | 2:45:15  |
| 4 km terräng            | Isabellah Andersson        | Hässelby SK                                                            | 13,26    | Lisa Blommé         | Hässelby SK                                                        | 13,30    | Ida Nilsson            | Högby IF                                                           | 13,34    |
| 8 km terräng            | Isabellah Andersson        | Hässelby SK                                                            | 28,08    | Ida Nilsson         | Högby IF                                                           | 28,34    | Lena Eliasson          | Hässelby SK                                                        | 28,45    |
| 4 km terräng lagtävling | Hässelby SK                | Isabellah Andersson, Lisa Blommé, Lena Eliasson                        | 40,49    | Spårvägens FK       | Flo Jonsson, Anja Lindberg, Ann Björklund                          | 43,58    | Rånäs 4H               | Ulrika Johansson (Flodin), Anneli Fransson, Hanna Holst            | 44,03    |
| 8 km terräng lagtävling | Hässelby SK                | Isabellah Andersson, Lena Eliasson, Anna von Schenck                   | 1:26,10  | Rånäs 4H            | Ulrika Johansson (Flodin), Anna Rahm, Anneli Fransson              | 1:28,08  | Spårvägens FK          | Flo Jonsson, Anja Lindberg, Lilian Magnusson                       | 1:31,07  |
| 100 meter häck          | Lena Berntsson             | Ullevi FK                                                              | 13,76    | Emma Magnusson      | IFK Växjö                                                          | 14,05    | Emma Tuvesson          | IFK Helsingborg                                                    | 14,06    |
| 400 meter häck          | Ulrika Johansson           | IFK Växjö                                                              | 58,88    | Emilia Granqvist    | Östersunds GIF                                                     | 60,65    | Rebecca Högberg        | KFUM Örebro                                                        | 61,07    |
| 3 000 meter hinder      | Ulrika Johansson (Flodin)  | Rånäs 4H                                                               | 9:57,95  | Lena Örn            | Spårvägens FK                                                      | 10:07,53 | Charlotta Fougberg     | Ullevi FK                                                          | 11:18,68 |
| 4 x 100 meter           | Ullevi FK                  | Lena Berntsson, Therese Bohlén-Kinn, Hanna Nilsson, Emelie Svensson    | 46,13    | IFK Växjö           | Ellinore Hallin, Carolina Klüft, Emma Magnusson, Ulrika Johansson  | 46,21    | Malmö AI               | Malin Olsson, Elisabeth Reutercrona, Nina Runvik, Natalie Jägerdal | 46,84    |
| 4 x 400 meter           | Hässelby SK                | Caroline Eriksson, Vendela Mindelöf, Louise Martin, Jessica Samuelsson | 3:45,67  | Malmö AI            | Victoria Joäng, Nina Runvik, Josefin Magnusson, Pernilla Tornemark | 3:46,46  | Ullevi FK              | Hanna Nilsson, Paulina Orell, Linda Lufs, Emelie Svensson          | 3:51,07  |
| 4 x 800 meter           | IFK Lidingö                | Nadja Casadei, Klara Bodinson, Nathalie Rohlén, Sofia Öberg            | 8:52,74  | Hässelby SK, lag 1  | Kajsa Haglund, Elin Wiik, Vendela Mindelöf, Johanna Hallberg       | 8:53,44  | Hässelby SK, lag 2     | Lisa Haglund, Magdalena Ottersten, Louise Wistrand, Samia Adan     | 9:28,24  |
| 3 x 1 500 meter         | Hässelby SK                | Elin Wiik, Magdalena Ottersten, Kajsa Haglund                          | 13:46,09 | Rånäs 4H            | Moa Westman, Anneli Fransson, Linda Lövqvist                       | 14:07,74 | Spårvägens FK          | Lena Melbäck, Anja Lindberg, Lena Örn                              | 14:20,40 |
| Höjdhopp                | Emma Green                 | Örgryte IS                                                             | 1,95     | Ebba Jungmark       | Mölndals AIK                                                       | 1,84     | Erika Wiklund (Kinsey) | Trångsvikens                                                       | 1,82     |
| Stavhopp                | Petra Olsen                | Malmö AI                                                               | 3,90     | Lisa Wälitalo       | KA 2 IF                                                            | 3,82     | Anna Nilsson           | Malmö AI                                                           | 3,74     |
| Längdhopp               | Carolina Klüft             | IFK Växjö                                                              | 6,52     | Jessica Samuelsson  | Hässelby SK                                                        | 6,32     | Nadja Casadei          | IFK Lidingö                                                        | 6,06     |
| Tresteg                 | Sara Brankell              | Mölndals AIK                                                           | 12,85    | Anna Göransdotter   | SoIK Hellas                                                        | 12,65    | Angelica Ström         | Gefle IF                                                           | 12,61    |
| Kula                    | Helena Engman              | Riviera FI                                                             | 16,66    | Carolina Hjelt      | Huddinge AIS                                                       | 15,15    | Catarina Andersson     | Hässelby SK                                                        | 14,72    |
| Diskus                  | Anna Söderberg             | Ullevi FK                                                              | 60,29    | Sofia Larsson       | IF Göta                                                            | 52,95    | Maria Pettersson       | Ullevi FK                                                          | 50,21    |
| Slägga                  | Tracey Andersson           | IFK Trelleborg                                                         | 63,75    | Karin Engström      | Spårvägens FK                                                      | 62,44    | Marie Hilmersson       | Falu IK                                                            | 62,33    |
| Spjut                   | Annika Petersson           | Gefle IF                                                               | 52,38    | Marléne Lindström   | Ununge IF                                                          | 50,84    | Anna Wessman           | IFK Växjö                                                          | 50,68    |
| Sjukamp                 | Jessica Samuelsson         | Hässelby SK                                                            | 6 026    | Jennie Hurkmans     | Turebergs FK                                                       | 4 816    | Josefin Svensson       | Hjortens SK                                                        | 4 705    |
| Lagtävling              | Ullevi FK                  | -                                                                      | 77       | IFK Växjö           | -                                                                  | 69       | Hässelby SK            | -                                                                  | 65       |

### Fotnoter
1. ↑  ”Resultatarkiv hos friidrott.se”. friidrott.se. Arkiverad från originalet den 10 juni 2015. https://web.archive.org/web/20150610132024/http://www.friidrott.se/rs/resultat.aspx?year=2008&type=2. Läst 20 maj 2013.
2. 1 2 3 4 5 6 7 8 9 10 11 12 13 14 15  ”Stora SM 2008, dag 3”. trackandfield.se. Arkiverad från originalet den 24 augusti 2010. https://web.archive.org/web/20100824041425/http://www.trackandfield.se/Resultat/2008/080803.htm. Läst 20 maj 2013.
3. 1 2 3 4 5 6 7 8 9 10 11 12 13 14  ”Stora SM 2008, dag 2”. trackandfield.se. http://www.trackandfield.se/Resultat/2008/080802.htm. Läst 20 maj 2013.
4. 1 2 3 4 5 6 7  ”Stora SM 2008, dag 1”. trackandfield.se. http://www.trackandfield.se/Resultat/2008/080801.htm. Läst 20 maj 2013.
5. 1 2  ”SM halvmarathon 2008”. Arkiverad från originalet den 11 september 2008. https://web.archive.org/web/20080911002555/http://resultat.marathon.se/SHM2008/start/index.cfm?Lan_ID=1. Läst 25 mars 2015.
6. 1 2  ”SM i marathon 2008”. Arkiverad från originalet den 13 oktober 2008. https://web.archive.org/web/20081013031807/http://resultat.marathon.se/sm2008/start/index.cfm. Läst 25 mars 2015.
7. 1 2 3 4 5 6 7 8  ”Terräng-SM 2008”. Arkiverad från originalet den 19 augusti 2010. https://web.archive.org/web/20100819112631/http://www.ifkvaxjo.se/Tavling2008/TerrangSM_08_res.pdf. Läst 25 mars 2015.
8. 1 2 3 4 5 6 7 8  ”Stafett-SM 2008”. Arkiverad från originalet den 9 juni 2009. https://web.archive.org/web/20090609064617/http://www.stafett-sm.se/resultat. Läst 25 mars 2015.
9. 1 2  ”SM i mångkamp 2008”. Arkiverad från originalet den 11 augusti 2010. https://web.archive.org/web/20100811080640/http://www.warnamosk.f.se/2008/msm.html. Läst 25 mars 2015.
10. 1 2  ”Lag-SM 2008”. runpro.se. Arkiverad från originalet den 24 augusti 2010. https://web.archive.org/web/20100824041150/http://www.runpro.se/reslagsm08.htm. Läst 20 maj 2013.